# Алучин (река)
Алу́чин (также Алучина) — река в России, протекающая по Билибинскому району Чукотского автономного округа, левый приток Большого Анюя. Длина реки — 173 км (от истока Теленеута — 188 км), площадь водосборного бассейна — 4310 км².
Река стекает со склонов малого хребта Эргуней в пределах Олойского хребта в северо-восточной части Колымского нагорья, на высоте более 1000 м над уровнем моря. Течёт преимущественно на север по горной тундре. В среднем течении, обогнув с северо-запада гору Баранью (1071 м), принимает крупный приток, реку Вукваам; русло расширяется до 50 м. В низовьях течёт параллельно ещё одному притоку Большого Анюя, реке Бургагчан. Левый берег сильно заболочен, образует общую пойму с Бургагчаном; правый берег высокий, вдоль него тянется малый хребет Кедровый. Для реки характерны многочисленные протоки, шиверы и осерёдки, а в верховьях — наледи. Впадает в Большой Анюй по левому берегу на отметке менее 236 м над уровнем моря в 439 км от его устья, выше впадения Бургагчана. Ширина в низовьях — 65 м при глубине 1 м; скорость течения перед устьем составляет 1,5 м/с. 

## Основные притоки
Указаны поименованные притоки длиной 30 км и более.
| Название | Расстояние от устья | Длина | Положение |
| -------- | ------------------- | ----- | --------- |
| Болотная | 22                  | 60    | левый     |
| Вукваам  | 62                  | 72    | правый    |
| Теленеут | 87                  | 101   | левый     |

## Данные водного реестра
По данным государственного водного реестра России и геоинформационной системы водохозяйственного районирования территории РФ, подготовленной Федеральным агентством водных ресурсов:
- Бассейновый округ — Анадыро-Колымский
- Речной бассейн — Колыма
- Речной подбассейн — Анюй
- Водохозяйственный участок — Анюй, включая реки Большой и Малый Анюй
- Код водного объекта — 19010300112119000062421